# زوبين ميهتا
زوبين ميهتا (ولد في 29 أبريل 1936) هو قائد فرقة موسيقية هندي للموسيقى الكلاسيكية الغربية والشرقية. كان مدير الموسيقى في الأوركسترا الإسرائيلية (IPO) وهو قائد فرقة موسيقية في أوركسترا لوس أنجلوس.

## روابط خارجية
- زوبين ميهتا على موقع IMDb (الإنجليزية)
- زوبين ميهتا على موقع الموسوعة البريطانية (الإنجليزية)
- زوبين ميهتا على موقع مونزينجر (الألمانية)
- زوبين ميهتا على موقع ميوزك برينز (الإنجليزية)
- زوبين ميهتا على موقع إن إن دي بي (الإنجليزية)
- زوبين ميهتا على موقع أول ميوزيك (الإنجليزية)
- زوبين ميهتا على موقع ديسكوغز (الإنجليزية)
- زوبين ميهتا على موقع قاعدة بيانات الفيلم (الإنجليزية)